# Szalagos fregattmadár
A szalagos fregattmadár (Fregata minor) a madarak (Aves) osztályának a szulaalakúak (Suliformes) rendjébe, ezen belül a fregattmadárfélék (Fregatidae) családjába tartozó faj.
Magyar neve forrással nincs megerősítve.

## Rendszerezése
A fajt Johann Friedrich Gmelin német természettudós írta le 1789-ben, a Pelecanus nembe Pelecanus minor néven.

## Alfajai
- Fregata minor aldabrensis (Mathews, 1914) - az Indiai-óceán nyugati részén fordul elő, költőkolóniái a Seychelle-szigetekhez tartozó Aldabra szigeten, a Comore-szigeteken és az Európa-szigeten találhatóak
- Fregata minor minor (J. F. Gmelin, 1789) - az Indiai-óceán középső és keleti felén, valamint a Dél-kínai-tenger területén fordul elő.
- Fregata minor palmerstoni (Gmelin, 1789) - a Csendes-óceán nyugati és középső részén fordul elő, költőkolóniái a Karolina-szigetek, a Marshall-szigetek, a Hawaii-szigetek, a Kiribati államhoz tartozó Phoenix-szigetek és Sor-szigetek (egyik legnagyobb kolóniája a Kiritimati szigeten van), a Marquises-szigetek, a Társaság-szigetek, a Tuamotu-szigetek, a Pitcairn-szigetek és a Sala-y-Gómez-sziget szigeten találhatóak.
- Fregata minor ridgwayi (Mathews, 1914) - a Csendes-óceán keleti részén fordul elő, költőkolóniái a Revillagigedo-szigetek, a Kókusz-sziget és a Galápagos-szigeteken  találhatóak.
- Fregata minor nicolli (Mathews, 1914) - ez az Atlanti-óceáni alfaj, kizárólag a Trindade és Martim Vaz-szigeteken költ.  [2]

## Előfordulás
Az Atlanti-óceán, a Csendes-óceán és Indiai-óceán nyílt vizein honos.

## Megjelenése
Testhossza 105 centiméter, szárnyfesztávolsága 205-230 centiméter, testsúlya 1000-1640 gramm. Hosszú, horgas csőrű van.
|  |  |

## Szaporodása
Óceáni szigeteken, hatalmas telepeken fészkel.

## Természetvédelmi helyzete
Az elterjedési területe rendkívül nagy, egyedszáma is nagy, de csökken. A Természetvédelmi Világszövetség Vörös listáján nem fenyegetett fajként szerepel.